# John Treacy
John Treacy (* 4. června 1957 Villierstown) je bývalý irský vytrvalec a od roku 1999 předseda organizace Sport Ireland.

## Závodní kariéra
Je dvojnásobným mistrem světa v přespolním běhu z let 1978 a 1979, na domácí půdě v roce 1979 v Limericku navíc získal stříbro v závodě družstev. Na mistrovství Evropy v atletice 1978 obsadil čtvrté místo v závodě na 5000 m a 11. místo na 10 000 m. Na olympijských hrách 1980 skončil sedmý na desetikilometrové trati a závod na pět kilometrů nedokončil, když v závěru rozběhu zkolaboval z horka. Na olympijských hrách 1984 získal stříbrnou medaili v maratónu a v závodě na 10 000 metrů skončil na devátém místě. Na mistrovství Evropy v atletice 1986 skončil šestý na deset kilometrů, na mistrovství světa v atletice 1987 byl ve finále pětky třináctý, na olympiádě 1988 nedoběhl do cíle a na olympiádě 1992 obsadil 51. místo. Vyhrál Losangeleský maratón 1992 a Dublinský maratón 1993. V roce 2009 byl uveden do Síně slávy irské atletiky.

## Osobní rekordy
- Běh na 3000 m – 7:45,22
- Běh na dvě míle – 8:27,33
- Běh na 5000 m – 13:16,81
- Běh na 10 000 m – 27:48,7
- Půlmaratón – 1:01:00
- Maratón – 2:09:15